# Emmanuel Crétet
Emmanuel Crétet de Champmol (Le Pont-de-Beauvoisin, 10 febbraio 1747 – Parigi, 28 novembre 1809) è stato un politico francese.
È stato Ministro dell'interno di Napoleone Bonaparte e primo governatore della Banca di Francia.

## Biografia
Nato nel Regno di Sardegna, era discendente di una famiglia di mercanti di Pont-de-Beauvoisin che aveva fatto fortuna con il contrabbando di tessuti indiani, la cui importazione era vietata in Francia. Dopo aver studiato presso gli oratoriani a Saint-Martin-de-Miseré, vicino a Grenoble, lavorò come impiegato presso un armatore di Bordeaux. Viaggiò più volte in America prima di diventare direttore di un fondo di assicurazione contro gli incendi a Parigi.
Nel 1791, disilluso dalle conseguenze della Rivoluzione, utilizzò la sua fortuna personale per acquistare un bene nazionale, la certosa di Champmol nella Côte-d'Or, dove si ritirò.
Crétet fu deputato della Côte-d'Or ed entrò a far parte del Consiglio degli Anziani il 24 Vendemmiaio anno IV (16 ottobre 1795). Membro della maggior parte delle commissioni, intervenne spesso su questioni di finanza ed economia politica e sostenne i progetti di una tassa per la manutenzione delle strade, la riduzione degli affitti, l'organizzazione del sistema decimale e la contabilità dei comuni. Presidente del Consiglio degli Anziani nel settembre-ottobre 1797, fu rieletto nello stesso consiglio dallo stesso dipartimento il 25 Germinale anno VII (14 aprile 1799).
Favorevole al colpo di Stato del 18 brumaio anno VIII (9 novembre 1799), Napoleone Bonaparte lo ringraziò nominandolo membro del Senato conservatore e Consigliere di Stato il 4 Nevoso anno VIII (25 dicembre 1799). Poco dopo, Crétet divenne capo del dipartimento di Ponts-et-Chaussées.
Nel 1801 si adoperò per ristabilire la pace religiosa diventando uno dei firmatari del Concordato. L'anno successivo istituì il primo catasto e i requisiti per il seguito notarile. Fu responsabile di numerosi progetti relativi allo sviluppo di Parigi (vie d'acqua, strade, cimiteri, servizi igienici) e alla riparazione della rete stradale francese (non tutti completati durante la sua vita).
Nonostante le numerose missioni, continuò ad occuparsi di questioni economiche e l'11 Termidoro X (30 luglio 1802) scrisse un rapporto che portò alla creazione della Banca di Francia, di cui divenne il primo governatore per decreto imperiale il 25 aprile 1806.
Nominato ministro dell'Interno l'11 agosto 1807, in sostituzione di Jean-Baptiste Nompère de Champagny, controfirmò il decreto del 17 marzo 1808 che organizzava l'Università Imperiale. Colpito da attacchi di gotta, il 1º ottobre 1809 si dimise dalla carica di Ministro dell'Interno per motivi di salute e fu sostituito da Joseph Fouché.
È sepolto nel Pantheon di Parigi. Il suo cuore e le sue viscere sono invece sepolti nel cimitero d'Auteuil.

## Omaggi
A Parigi una via del IX arrondissement di Parigi è stata dedicata a Crétet. La sua casa natale fu acquistata nel 1844 dal comune di Le Pont-de-Beauvoisin e trasformata in municipio.
Il 15 settembre 2007 è stata scoperta una targa in suo onore nel giardino municipale di Le Pont-de-Beauvoisin.